# Vuelo 11 de Avianca
El Vuelo 011 de Avianca (conocido bajo el código AV-011) fue un vuelo regular que cubría la ruta Fráncfort-Bogotá vía París, Madrid y Caracas a comienzos de la década de 1980. El 27 de noviembre de 1983, uno de los Boeing 747 con los que se volaba el trayecto entre París y Madrid se estrelló momentos antes de su aterrizaje en el aeropuerto de Madrid-Barajas, cerca de Mejorada del Campo, a 12 kilómetros de su destino en fase de aproximación, a las 00:06 GMT (1:06 hora local).
Para el vuelo del día anterior Avianca canceló el trayecto procedente de Fráncfort, el cual fue cubierto por un avión de Lufthansa que transportó a los pasajeros procedentes de dicha ciudad a París, generando un retraso de 1 hora y 20 minutos en la salida del vuelo de Avianca hacia España. El accidente tuvo lugar en la segunda etapa del trayecto comprendido entre París y Madrid, minutos antes del aterrizaje; con un saldo total de 181 víctimas fatales y 11 supervivientes.
Permanece como el segundo accidente con mayor número de víctimas fatales en España (tras las 583 del Accidente de Los Rodeos), y el peor accidente de la aerolínea colombiana Avianca y el más mortal involucrado por una aeronave colombiana, por encima del vuelo 708 de West Caribbean en 2005.
En el avión perecieron Marta Traba, Rosa Sabater, Jorge Ibargüengoitia, Ángel Rama y Manuel Scorza, entre otras personalidades que fueron invitadas por el gobierno colombiano para asistir al Primer Encuentro de la Cultura Hispanoamericana. La investigación del accidente señala "falla humana" o "error de piloto" como la causa del accidente, debido a errores de navegación y de coordinación de los tripulantes, resultando en un impacto de vuelo controlado contra el terreno.

## Antecedentes

### Avión

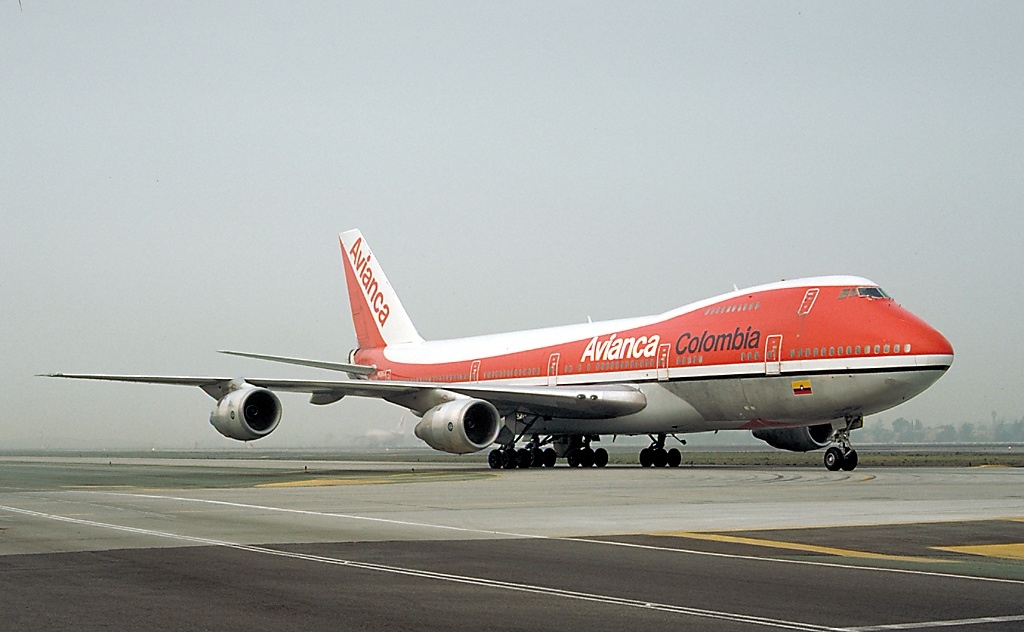
El Boeing 747 involucrado en el accidente, fotografía de diciembre de 1982 en el Aeropuerto Internacional El Dorado.

Se trataba de un Boeing 747-283B, con matrícula colombiana HK-2910X, adquirido bajo leasing por Avianca apenas un año antes, en agosto de 1982, a la aerolínea Scandinavian Airlines System, SAS. El avión se había construido en 1977, con número de construcción (c/n) 21381/331, y contaba con 20 811 horas de vuelo; significa que para su época era un avión nuevo y estaba equipado con sistemas e instrumentación de vanguardia para la época, con tan solo 6 años de haber sido fabricado. Debido a su condición de alquiler desde la aerolínea escandinava, con matrícula inicial LN-RNA registrada en Noruega, fue apodado afectuosamente por empleados de Avianca como Olafo. Al momento del accidente tenía 6 años y 3 meses.
Contaba con 4 plantas motrices turboventilantes de alta derivación Pratt & Whitney JT9D-70; si bien los primeros modelos de Boeing 747 normalmente llevaban motores JT9D, la variante -70 es particular debido a que se produjeron muy pocas al ser parte de un programa de mejora continuo de toda una línea de variantes -7, desarrolladas especialmente para mejorar las prestaciones de los 747-200 y de algunos -300, debido a la introducción de las regulaciones de emisión de ruido de Etapa 3 que comprometía el peso bruto máximo permitido de estos aviones al reducir ligeramente el empuje del diseño original de la turbina. Solo nueve Boeing 747 llevaban el motor con variante -70.

### Tripulación
Por tratarse de uno de los aviones insignia de la aerolínea en aquella época, la operación de los Boeing 747 de Avianca era responsabilidad de tripulaciones seleccionadas y altamente experimentadas. El avión estaba comandado por el capitán Tulio Hernández quien llevaba 35 años al servicio de Avianca, acompañado del Primer Oficial, capitán Eduardo Ramírez y de los ingenieros de vuelo Juan Laverde, Daniel Zota y Julio Flórez Camacho.
Hasta el momento del accidente, el capitán Hernández tenía un registro de 23 215 horas de vuelo, 2432 de ellas en Boeing 747; el Primer Oficial, capitán Ramírez, totalizaba 4384 horas, 875 de ellas en Boeing 747; se trataba de un vuelo ordinario, por consiguiente conocían los detalles de operación y navegación, y cada uno contaba con un registro de despegues y aterrizajes en el aeropuerto madrileño de varias decenas de veces.
Como tripulante jefe de cabina actuaba Sigrun Günther Platzöder (Nürnberg, 41).

## Accidente
Las operaciones de vuelo comenzaron en la noche anterior, el día sábado 26 de noviembre de 1983, con una demora registrada de 1 hora 20 minutos debido a la cancelación del trayecto de Fráncfort-París por el cual se esperó a 55 pasajeros que fueron transportados a la capital francesa por el Vuelo 116 de Lufthansa desde la República Federal de Alemania. El informe del accidente declara operaciones normales de prevuelo, y ninguna anomalía durante la demora que pudiera haber influido en el accidente.
El vuelo AV-011 despegó del aeropuerto Charles de Gaulle de París a las 22:25 GMT (11:25 p. m. hora local) del día 26 con destino al aeropuerto Madrid-Barajas de España, transportando 169 pasajeros a bordo y una tripulación de 19 miembros más 4 tripulantes adicionales (sin funciones en este vuelo); tenía 192 ocupantes en total.
El vuelo se programó por los puntos de navegación de Sid Vason (París), Limoges, Pamplona, Barahona y Castejón (Cuenca), con reglas de vuelo por instrumentos (IFR) a una altitud crucero nivel 370 (37 000 ft u 11 277 m de altitud). Según los análisis y cálculos recogidos de la investigación, el avión siguió la ruta establecida sin contratiempos y efectuó el plan de vuelo programado.
A las 0:46 a. m. hora local, el vuelo 011 solicitó su descenso, habiendo hecho contacto con el Control de Tráfico Aéreo Español quince minutos antes. Debió pasar de Nivel de Vuelo 370 a 190 y aguardar autorización para bajar a 90. Ya en 9000 pies procedería a su descenso final de aproximación y aterrizaje. Seis minutos después la tripulación contactó a Aproximación de Madrid, avisando de su posición y pidiendo autorización para dirigirse directamente a Campo Real -CPL- en vez de dirigirse a Castejón -CJN-. CPL era un VOR desde el cual y según la carta de navegación, se hacía el viraje definitivo y se volaba a la altitud establecida para interceptar el marcador de ILS, y de esta manera ejecutar un aterrizaje guiado por instrumentos. El avión recibió autorización para evitar Castejón.
El vuelo 011 de Avianca continuó trayectoria de descenso desde Barahona a Campo Real; sin embargo, el avión pareció dirigirse directamente al Marcador Externo (MA) de la pista, ejecutando un viraje 5.8 NM antes de llegar a CPL; estableció comunicación con la torre de control, que autorizó el aterrizaje a la 1:03 a. m.; tres minutos después ocurrió la catástrofe.
El Boeing 747 impactó contra el terreno tres veces consecutivas a las 0:06 GMT (1:06 a. m. hora local) del 27 de noviembre de 1983, con tren de aterrizaje desplegado y flaps configurados para aproximación en Mejorada del Campo, a 12 km al sureste del Aeropuerto Madrid-Barajas. De los 192 ocupantes solo hubo 11 supervivientes.

## Investigación
La investigación fue llevada a cabo por la agencia de dependencia gubernamental española CIAIAC. La CIAIAC (Comisión de Investigación de Accidentes e Incidentes de Aviación Civil) es el organismo oficial encargado de realizar la investigación de los accidentes e incidentes de aviación civil que se producen en territorio español. Esta comisión fue notificada del accidente a la 1:40 a. m., por lo que siguiendo el procedimiento indicado por la OACI, comunicó el accidente a los países de matrícula y fabricación, Colombia y Estados Unidos respectivamente.
El reporte del accidente fue emitido por la CIAIAC con el código A-042/1983, titulado " Informe Técnico del Accidente Sufrido por la Aeronave Boeing 747-283B, Matrícula HK-2910, a 12 KM. del Aeropuerto de Madrid-Barajas el día 27 de noviembre de 1983 ". Este documento es el veredicto oficial de las autoridades competentes, producto de la investigación realizada por dicho organismo y de conformidad con la normativa de la OACI para este tipo de sucesos.

### Localización geográfica
El sitio del impacto en Mejorada del Campo es una zona agrícola con acceso limitado por caminos rurales; no se presentaron víctimas diferentes a los ocupantes del avión fallecidos tras el impacto. Debido a la naturaleza de la colisión del Boeing 747, este dio un giro sobre sí mismo en el tercer impacto sufrido contra tres colinas sucesivas, resultando en un volcamiento y posterior incendio de los restos del aparato, que tardó dos horas en ser apagado por los organismos de socorro, quienes lograron llegar al lugar 20 minutos después de ser avisados del accidente.

### Registradores de vuelo
Los registradores de vuelo (cajas negras) pudieron ser recuperados en buenas condiciones el mismo día del accidente, para su posterior análisis hecho por la CIAIAC. El reporte final indica que el Registrador Digital de Datos de Vuelo (DFDR o digital flight data recorder) registró 64 parámetros durante los últimos 5 minutos de vuelo, mientras que del Registrador de Voces de Cabina (CVR o cockpit voice recorder) solo pudo ser usado uno de los cuatro canales de grabación; el registro de los cuatro canales de audio era de: a) lo que el Comandante oía a través de sus auriculares, b) las conversaciones del Comandante, Copiloto e Ingeniero de Vuelo por sus micrófonos, c) lo que el Copiloto oía a través de sus auriculares, d) las voces-sonido ambiente de la cabina. Fue este último canal el único en poder ser analizado por las autoridades, debido a la inoperancia de los tres primeros.

### Información médica y patológica
Las causas del fallecimiento de las 181 víctimas mortales fueron los traumatismos múltiples del impacto, el incendio y producción de gases tóxicos, o una combinación de ambos; los supervivientes eran pasajeros que fueron despedidos del avión durante los dos primeros impactos, junto a otros dos ocupantes que escaparon por sus propios medios en la única parte del fuselaje que no colapsó con el volcamiento, antes de que el avión comenzara a incendiarse tras el tercer impacto:

"Como consecuencia del tercer impacto de la aeronave y de la posición invertida en que colisionó con el terreno, quedaron muy disminuidas las posibilidades de supervivencia.

Todo ello unido al inmediato incendio, impidió que el número de supervivientes fuese mayor.

(...)

De los estudios realizados se ha podido comprobar que un 35 % de las víctimas murieron por efecto del fuego, un 30 % por politraumatismos y el resto por una acción combinada de incapacidad producida por traumatismos y aspiración de gases tóxicos debidos al incendio."

### Análisis de la investigación
La investigación revela que el vuelo se desempeñó en circunstancias normales, sin ninguna anomalía o falla en el avión o su mantenimiento, tampoco en los equipos en tierra (radioayudas, antenas, radares, etc). Se descartaron problemas de condiciones meteorológicas o visibilidad, y hubo comunicación efectiva a la tripulación sobre las mismas. Por consiguiente el estudio se centró en el análisis de las conversaciones y comunicaciones de la tripulación con el fin de establecer los factores humanos que incidieron en el desarrollo del accidente.
En efecto, pese a los inconvenientes técnicos presentados en el análisis del registrador de voces de cabina, pudieron reconstruirse la mayoría de las comunicaciones de la tripulación con los distintos controladores aéreos durante la última fase del vuelo, contrastadas con los registros externos (es decir, con las grabaciones disponibles de las comunicaciones sostenidas por los diferentes controladores), y los datos operacionales registrados en el registrador digital de datos de vuelo.
Estas revelan que la tripulación omite la comunicación de estar pasando sobre el punto de navegación de Pamplona, y el Primer Oficial aparentemente tiene problemas al seleccionar frecuencias de navegación o determinar distancias, que son corregidas por el Comandante; si bien esta no es la causa determinante del accidente, es un factor que permitió comprender su naturaleza.

#### Cronología
23.46.30 GMT
El Vuelo 011 solicita el descenso a Madrid Centro (Madrid-ACC). Están autorizados para bajar desde FL370 a FL190, para descender luego de FL190 a 9000 ft. Seis minutos más tarde (23:52) contactan a Aproximación Madrid (APP) comunicando su paso por Barahona (BAN) y pidiendo omitir el punto de navegación Castejón (CJN) para pasar directamente al VOR de Madrid (Campo Real o CPL).
Durante este período, la recuperación de conversaciones de cabina muestra que el Comandante parece dudar y rectificar en varias ocasiones las lecturas que hace el Primer Oficial de la carta de navegación, incluyendo la inserción de frecuencias y coordenadas de navegación en el computador de vuelo (INS o Inertial Navigation System).
23.58.30 GMT
Cuando están alcanzando 9000 ft hacen la comprobación de aproximación a la Pista 33; es en este momento cuando el Primer Oficial determina que, luego de bajar de 4000 ft (altitud asignada por Madrid APP) la altitud de intercepción del marcador ILS es de 2300 ft, cuando en realidad era de 3200 ft (confundiendo los millares con centenas, dicho mejor, la posición del 2 y el 3); a pesar de que en ocasiones anteriores el Comandante había verificado la información suministrada por el Primer Oficial, esta vez da este dato como válido y no lo verifica en su propia carta. Significa que buscaron la señal del localizador de ILS teniendo como referencia una altitud 900 ft menor a la indicada en la carta de aproximación.
00.03.29 GMT
Madrid Aproximación anuncia que se acercan a CPL y da la frecuencia de radio de Madrid Torre; la tripulación acusa la información, se despide y cambia de frecuencia. Es en este momento cuando, faltando 5.8 NM para llegar a CPL, el Avianca 011 hace un giro para dirigirse a MA, una radioayuda ubicada en proximidades del Marcador Externo de la Pista 33 del aeropuerto Madrid-Barajas; al respecto el informe indica:

"Inmediatamente después de despedirse la aeronave de APP, inicia un viraje a la derecha, cuando estaba a unas 5,8 millas náuticas de CPL, que terminó 37 segundos más tarde con rumbo hacia MA de 283,7 grados, altitud 3.802 pies, velocidad de 165 nudos y a 4,8 millas náuticas aproximadamente de CPL.

El comandante inició viraje antes de haber llegado a CPL, probablemente debido a que ya no tenía referencia de distancia DME a CPL, o porque tal vez en el INS pudiera haber un error acumulado, que le hace creer que está más cerca de CPL; la ambigua información de posición dada por Control pudo ayudarle a fijar esta idea, o la posibilidad de alguna referencia visual a través de dos capas de nubes."

Este momento es crucial en la cadena de sucesos, porque resume los factores que influyeron en el accidente: altitud por debajo de los límites establecidos y de seguridad mínima de la zona, iniciación de una maniobra antes de tiempo; además, el Comandante ordena bajar el tren de aterrizaje antes de tiempo (según el procedimiento indicado) para reducir la velocidad del avión, aunque su velocidad o tasa de descenso estaba dentro de los límites normales; no es posible determinar entonces que la tripulación tuviera premura por aterrizar, pero se señala como un error dentro de una secuencia preestablecida de operaciones. También se registra una desconexión momentánea del piloto automático durante el viraje que ocurre de forma anticipada.
00.04.17 GMT

"...se conecta de nuevo el piloto automático al mismo tiempo que finaliza el viraje. A partir de este momento, la aeronave inició un descenso continuado, probablemente debido a que el Comandante al conectar de nuevo el piloto automático, olvidó poner el selector de modo de altitud en la posición de mantenimiento de altitud (Altitude Hold), o porque viniendo mentalizado para alcanzar 2382 pies en MA, continuó un descenso voluntario actuando manualmente sobre el control ascenso-descenso del piloto automático."

00.05.42 GMT

"...el Copiloto comenta: "El localizador parece que si está, está mal. Espero". Esto hace suponer que piensan que estaban más cerca de MA de lo que en realidad se encontraban, manteniendo el régimen de descenso, con la intención de llegar a MA a la altura que hablan prefijado de 2382 pies, en vez de los 3282 pies de la carta de aproximación."

00.06.05 GMT
El GPWS (Ground Proximity Warning System o Sistema de Advertencia de Proximidad a Tierra) comienza a sonar. Este sistema funciona con los datos recopilados de los instrumentos y la detección de un Radar Altímetro, y está diseñado para alertar a las tripulaciones sobre situaciones potencialmente peligrosas de colisión contra el terreno u obstáculos. Es una alerta crítica que indica a los pilotos del Vuelo 011 de Avianca que el avión está en curso de colisión. Los datos recopilados de las cajas negras revelan que la tripulación no realizó ninguna acción correctiva que permitiera que la alarma se apagara, es decir, que la tripulación no evitó una colisión inminente a pesar de percibir una alarma crítica por espacio de 15 segundos.
00.06.19 GMT
Quince segundos después de que se encendiera la alerta crítica del GPWS, con una velocidad registrada de 139 nudos indicados (258 km/h), rumbo de 284°, velocidad vertical de -1016 ft/min y una altitud de 2249 pies (MSL), con trenes de aterrizaje desplegados y 20.º de flaps, el avión hace el primer impacto contra el terreno, con el tren de aterrizaje principal derecho y una punta de ala de ese lado que corta un árbol a la mitad. Se registra una aceleración instantánea y retracción de los espóileres (en posición de armado), lo cual indica que los sistemas de alerta del Boeing 747 actuaron como si se tratara de un despegue inseguro. El segundo impacto ocurre tres segundos después, es decir, que pasó a ser incontrolable por la tripulación. Un último impacto condena el destino de la aeronave, que se vuelca hacia delante, se despedaza, colapsa y se incendia.

### Conclusiones de la CIAIAC
"a) El Comandante y la tripulación estaban adecuadamente calificados y experimentados.

b) Los Controladores estaban adecuadamente calificados, experimentados y físicamente bien.

c) El avión tenía el Certificado de Aeronavegabilidad, Certificado de Matrícula y Certificado de Mantenimiento válidos. Los archivos demuestran que habla sido mantenido de acuerdo con el programa de mantenimiento autorizado.

d) Las ayudas a la navegación y aproximación, funcionaban correctamente, de acuerdo a las comprobaciones realizadas.

e) No hay constancia de mal funcionamiento, en los equipos de comunicaciones y radar de ATC.

f) En la investigación, no se encontró ninguna evidencia de anormalidad, en el funcionamiento de los motores y sistemas de la aeronave.

g) El peso y centrado de la aeronave estaba dentro de los límites establecidos.

h) Entre Barahona y el comienzo del viraje hacia MA, la tripulación no hizo los procedimientos oportunos, por lo que realizó una incorrecta navegación.

i) La tripulación voló por debajo de los mínimos del sector, más de un minuto, antes de entrar en la zona de protección de CPL.

j) La tripulación sacó el tren fuera de secuencia, anticipadamente, de acuerdo con los procedimientos de aproximación ILS, y antes de iniciar el viraje hacia MA.

k) La tripulación realizó el viraje hacia MA y continuó su vuelo hasta el impacto, sin verificar la distancia a CPL, ni haber capturado señal alguna del sistema de aproximación ILS; quedándole únicamente las marcaciones ADF.

l) El Comandante aceptó sin comprobación por su parte, la altitud errónea de sobrepaso de MA dada por el Copiloto.

m) El Comandante no tomó la debida acción correctora, cuando se activaron las alarmas de proximidad al terreno de GPWS.

n) El Controlador de ACC transfirió la aeronave a APP, en lugar y hora distintos a lo acordado.

o) El Controlador de APP, al efectuar la transferencia de tráfico, no dio referencia de posición precisa, ni a TWR ni a la aeronave.

p) El Controlador de APP transfirió al de TWR la aeronave, sin haber recibido confirmación de la tripulación de que habían interceptado alguna ayuda para la aproximación o tenían referencia visual.

q) El Controlador de APP no mantuvo la debida vigilancia radar al no haber comunicado a la aeronave "servicio radar terminado".

r) La fraseología y procedimientos de comunicaciones empleados tanto por los controladores como por la tripulación no se ajustaron a los recomendados por la OACI".

### Causa
"La causa el accidente fue que el Comandante, sin tener conocimiento preciso de su posición, se dirigió a interceptar el ILS con una trayectoria incorrecta, sin iniciar la maniobra de aproximación instrumental publicada; descendiendo por debajo de todos los márgenes de seguridad del área, hasta colisionar con el terreno".
CIAIAC, Comité de Investigación de Accidentes e Incidentes de Aviación Civil. 

### Factores contribuyentes
"a) Navegación imprecisa de la tripulación, que la llevó a una incorrecta posición para iniciar la maniobra de aproximación.

b) Falta de acción correctora de acuerdo con las instrucciones de operación del sistema de aviso de proximidad al terreno (GPWS), por parte de la tripulación.

c) Insuficiente labor de equipo en cabina.

d) Información imprecisa de posición dada a la aeronave por APP.

e) El Controlador de APP, al no haber comunicado a la aeronave "servicio radar terminado", no mantuvo una correcta observación de la pantalla radar." 

## Resumen del accidente
| Recuento final de las nacionalidades de pasajeros | Recuento final de las nacionalidades de pasajeros | Recuento final de las nacionalidades de pasajeros | Recuento final de las nacionalidades de pasajeros |
| Nacionalidad                                      | Pasajeros                                         | Tripulación                                       | Total                                             |
| ------------------------------------------------- | ------------------------------------------------- | ------------------------------------------------- | ------------------------------------------------- |
| Colombia                                          | 122                                               | 23                                                | 145                                               |
| Argentina                                         | 10                                                | 0                                                 | 10                                                |
| Perú                                              | 9                                                 | 0                                                 | 9                                                 |
| México                                            | 7                                                 | 0                                                 | 7                                                 |
| Estados Unidos                                    | 5                                                 | 0                                                 | 5                                                 |
| Uruguay                                           | 4                                                 | 0                                                 | 4                                                 |
| Países Bajos                                      | 3                                                 | 0                                                 | 3                                                 |
| Italia                                            | 3                                                 | 0                                                 | 3                                                 |
| Australia                                         | 2                                                 | 0                                                 | 2                                                 |
| Bolivia                                           | 2                                                 | 0                                                 | 2                                                 |
| Chile                                             | 2                                                 | 0                                                 | 2                                                 |
| Cuba                                              | 2                                                 | 0                                                 | 2                                                 |
| Ecuador                                           | 2                                                 | 0                                                 | 2                                                 |
| Reino Unido                                       | 2                                                 | 0                                                 | 2                                                 |
| Canadá                                            | 1                                                 | 0                                                 | 1                                                 |
| Francia                                           | 1                                                 | 0                                                 | 1                                                 |
| Alemania                                          | 1                                                 | 0                                                 | 1                                                 |
| Suiza                                             | 1                                                 | 0                                                 | 1                                                 |
| Panamá                                            | 1                                                 | 0                                                 | 1                                                 |
| Brasil                                            | 1                                                 | 0                                                 | 1                                                 |
| India                                             | 1                                                 | 0                                                 | 1                                                 |
| Suecia                                            | 1                                                 | 0                                                 | 1                                                 |
| Jamaica                                           | 1                                                 | 0                                                 | 1                                                 |
| Japón                                             | 1                                                 | 0                                                 | 1                                                 |
| España                                            | 1                                                 | 0                                                 | 1                                                 |
| Venezuela                                         | 1                                                 | 0                                                 | 1                                                 |
| El Salvador                                       | 1                                                 | 0                                                 | 1                                                 |
| Guatemala                                         | 1                                                 | 0                                                 | 1                                                 |
| Total                                             | 169                                               | 23                                                | 192                                               |

La investigación del accidente concluyó que se debió a falla humana (error de piloto) debido a procedimientos en la navegación de aproximación realizados de forma incorrecta. La tripulación no siguió correctamente las indicaciones de la carta de aproximación del aeropuerto, confundiendo algunos puntos finales de navegación y la altitud de intercepción del marcador ILS, por lo que el avión descendió antes de tiempo –por debajo de la altura de seguridad mínima de la zona– en una trayectoria errónea, resultando en un accidente de vuelo controlado contra el terreno al estrellarse contra tres colinas sucesivas a pocos minutos del aterrizaje, que ya contaba con autorización de los controladores de vuelo.
Representó la 12.ª salida de circulación de un 747, el segundo accidente con más víctimas fatales en España y continúa siendo el peor accidente en la historia de Avianca y de cualquier empresa de aviación colombiana.

## Víctimas notables
Dentro de los pasajeros que abordaron el Vuelo 011 de Avianca, se encontraban invitados al «Primer Encuentro de la Cultura Hispanoamericana» destacados escritores y críticos de la cultura, invitados por el presidente colombiano de la época, Belisario Betancur. Entre otros, figuran:
- Rosa Sabater, pianista española, galardonada con el Premio Cruz de San Jorge poco antes del accidente.
- Marta Traba, escritora y crítica de arte argentina de nacionalidad colombiana.
- Ángel Rama, escritor y ensayista uruguayo, cónyuge de Marta Traba.
- Jorge Ibargüengoitia, escritor, ensayista y periodista mexicano radicado en París.
- Manuel Scorza, novelista, poeta y editor peruano de la Generación del 50.

## Galería

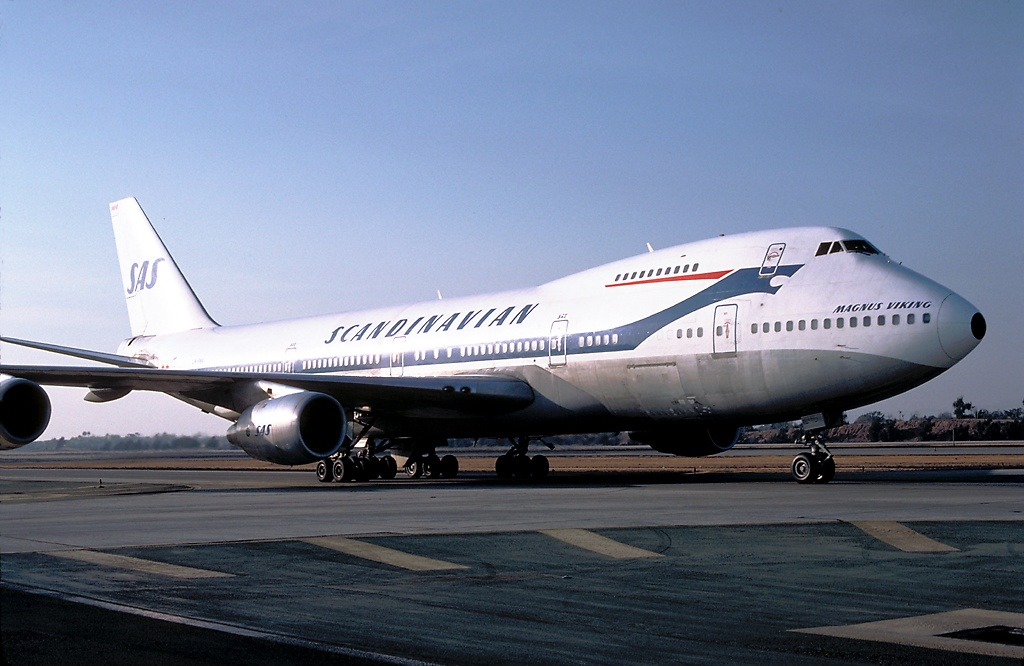
El avión involucrado en el accidente fotografiado en noviembre de 1980 mientras estaba en servicio con Scandinavian Airlines.
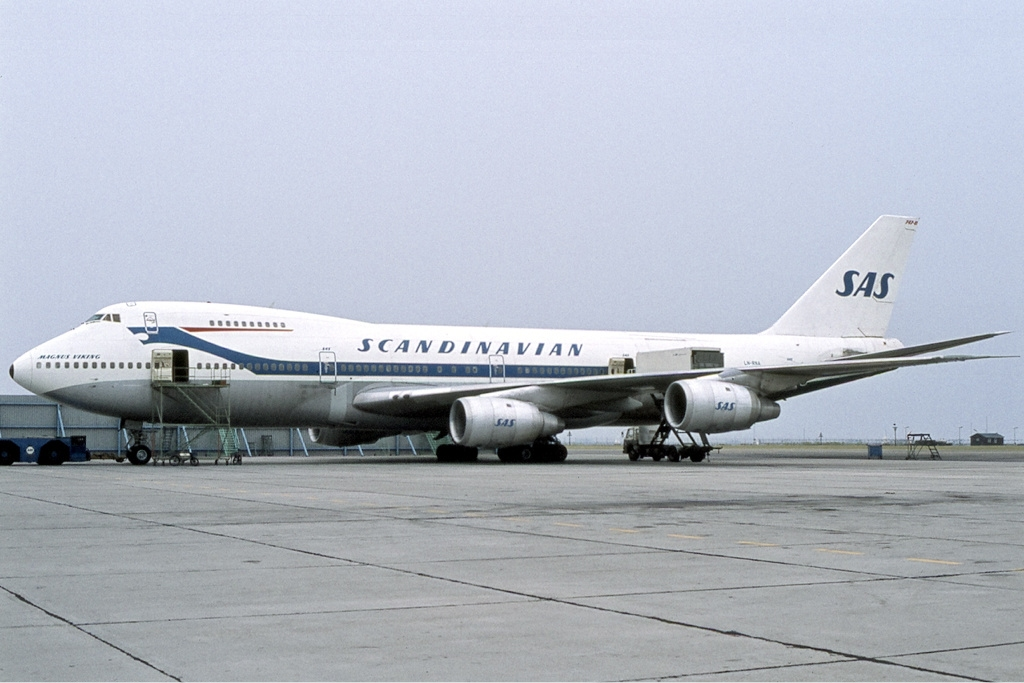
El avión involucrado en el accidente fotografiado en agosto de 1981.